# Polen (álbum)
Polen es el cuarto álbum de estudio de la cantante mexicana Lynda lanzado el 14 de octubre de 2001 por EMI Music. Un álbum que muestra un nuevo estilo, aquí este álbum es dedicado a «Todas las mujeres», su primer sencillo «Lo mejor de mí» muestra lo que puede hacer una mujer, después vendrían los sencillos «Mala leche» que también fue un hit en las radios y «Para ti». El álbum tuvo una gran aceptación en países de Sudamérica como Argentina, Chile, Uruguay y Perú, también obtiene una aceptación moderada en algunos países de Europa continental como España, Portugal y Dinamarca.
En ese mismo año, la artista se presentó en el Festival Internacional de la Canción de Viña del Mar, donde también fungió como parte del jurado. Este álbum se convertiría en su última producción discográfica hasta su regreso en 2018.

## Lista de canciones
| N.º   | Título                      | Duración |  |
| 1.    | «Mala leche»                | 03:50    |  |
| 2.    | «Estoy viva»                | 03:39    |  |
| 3.    | «Lo mejor de mí»            | 03:41    |  |
| 4.    | «Amar así»                  | 03:46    |  |
| 5.    | «Perdedor»                  | 03:53    |  |
| 6.    | «Ay, ay, ay»                | 03:47    |  |
| 7.    | «Para ti»                   | 03:47    |  |
| 8.    | «De pie»                    | 04:12    |  |
| 9.    | «En el andén»               | 03:53    |  |
| 10.   | «Abrázame»                  | 03:43    |  |
| 11.   | «Polen (Todas las mujeres)» | 03:49    |  |
| 42:01 |                             |          |  |

## Certificaciones
| Región                     | Certificación | Ventas |
| -------------------------- | ------------- | ------ |
| Argentina (CAPIF)          | Oro           | 40,000 |
| Chile (IFPI Chile)         | Platino       | 60,000 |
| Dinamarca (IFPI Dinamarca) |               | 10,000 |

- Datos: Q6081592